# Elkalyce polysperchinus
Elkalyce polysperchinus är en fjärilsart som beskrevs av Napoleon Manuel Kheil 1884. Elkalyce polysperchinus ingår i släktet Elkalyce och familjen juvelvingar. Inga underarter finns listade i Catalogue of Life.